# Fukaebashi (métro d'Osaka)
Fukaebashi (深江橋駅, Fukaebashi-eki) est une station du métro d'Osaka sur la ligne Chūō  dans l'arrondissement de Higashinari à Osaka.

## Situation sur le réseau
La station Fukaebashi est située au point kilométrique (PK) 17,9 de la ligne Chūō, entre les stations Midoribashi et Takaida.

## Histoire
La station a été inaugurée le 29 juillet 1968.

## Services aux voyageurs

### Accès et accueil
La station est ouverte tous les jours.

### Desserte
- Ligne Chūō :
  - voie 1 : direction Nagata (interconnexion avec la ligne Kintetsu Keihanna pour Nara-Tomigaoka)
  - voie 2 : direction Yumeshima

Installations et desserte
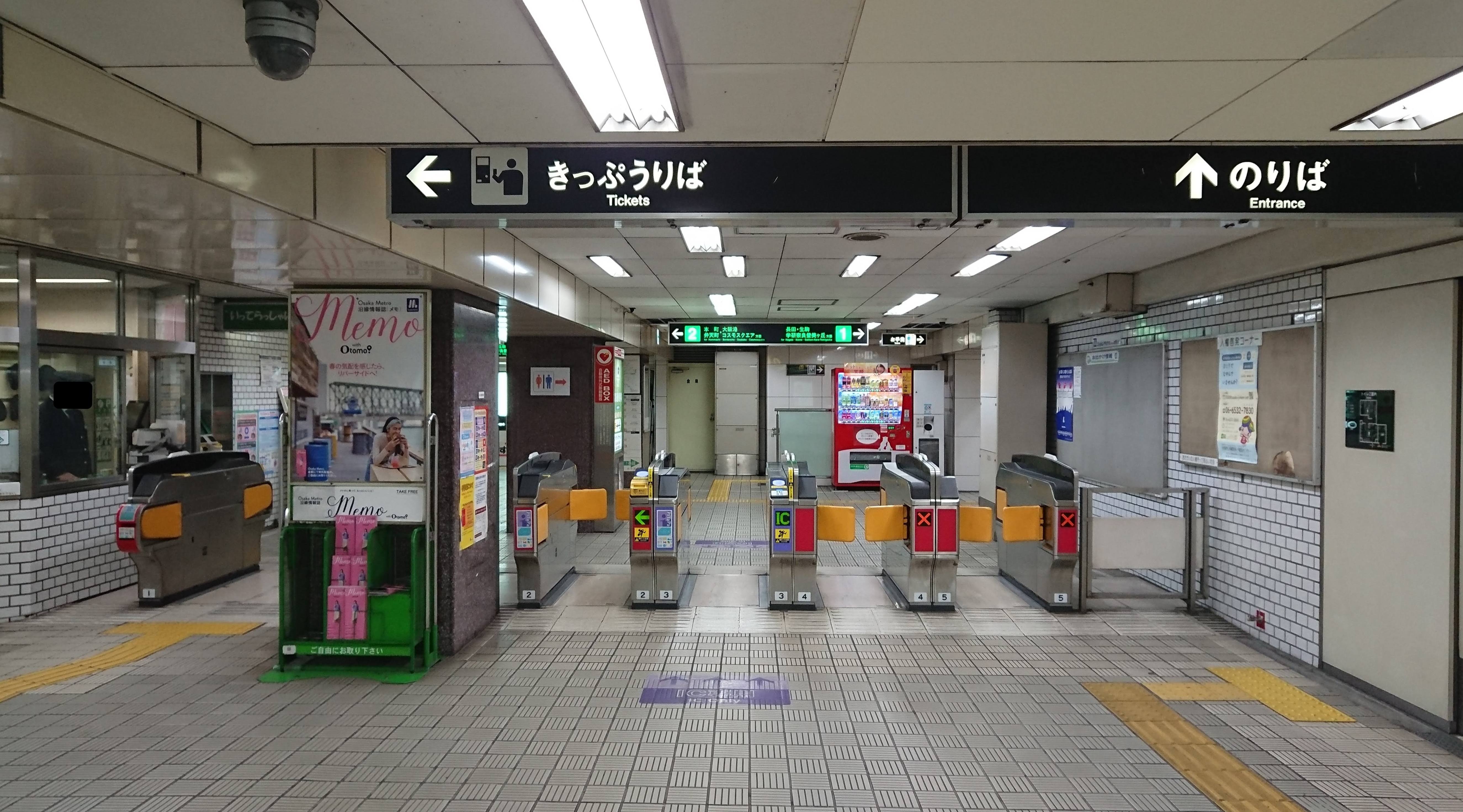
Barrière de contrôle
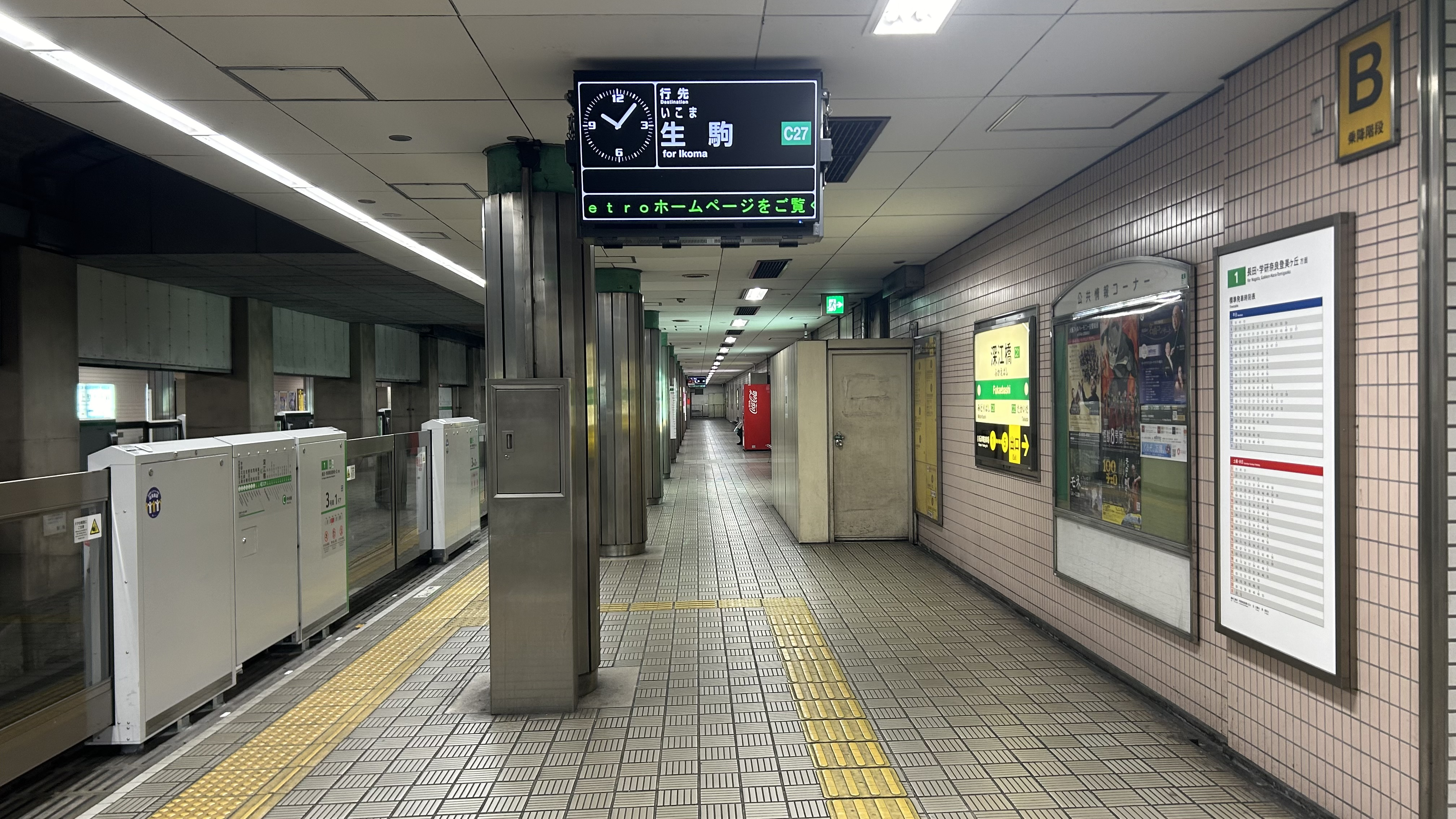
Quai de la station